# Infierno o paraíso
Infierno o paraíso es una película documental colombiana de 2014 dirigida y escrita por Germán Piffano.

## Sinopsis
Narra la historia de José Antonio Iglesias, un adicto al bazuco que lucha por conquistar sus demonios, José escapa de las calles de Bogotá y construye una nueva vida con su familia en España. Pero cuando la crisis económica mundial amenaza con llevarse todo de nuevo, debe recurrir al espíritu de su sobreviviente para que prevalezca. Utilizando el lenguaje del Cine de realidad, la película sigue diez años de la vida de José desde Colombia, Venezuela y España, comenzando como un adicto sin hogar con pocas esperanzas para el futuro. José se muda de la sombría calle El Cartucho a un centro de tratamiento y después de grandes esfuerzos logra superar su adicción, solo para enfrentar nuevos desafíos que ponen a prueba su espíritu, logrando salir de su infierno personal y rehacer su vida.

## Investigación
infierno o Paraíso es un largometraje documental del antropólogo y cineasta Germán Piffano que cuenta una parte de la vida de José Antonio Iglesias un hombre brillante que vivió durante 11 años como habitante de la antigua Calle del Cartucho y que desde las profundidades de su adicción al bazuco, sobrevivió a sí mismo contra todos los pronósticos.
Con Infierno o Paraíso, el director Germán Piffano logró adentrarse como pocos en la llamada calle El Cartucho, aún recordada como una de las más complejas y peligrosas en toda la historia de Bogotá. En su recorrido, la película muestra los expendios de droga a la media noche, presentándo personajes de la calle.
En un trayecto de muchos años, en los que José va transformándose físicamente de una manera radical; 
“era tal el cambio –recuerda el director– que en una de las primeras versiones de la película, a la gente que la veía le costaba mucho trabajo reconocer que se trataba de la misma persona en la pantalla.”
Sin embargo, la lucha de José Antonio no termina en ese infierno urbano. Tres años después de completar su desintoxicación, José conforma una nueva familia y regresa a su España natal, acompañado con su nueva mujer y su pequeño hijo. Pero España lo recibe con una nueva prueba: sin un trabajo estable y con las secuelas de su adicción, deberá sobrevivir ahora a la crisis económica europea que pondrá en riesgo la estabilidad y el bienestar de su familia.

## Producción
La producción de este largometraje documental, dirigido por Germán Pifano, duró 14 años rodándose tiempo en el cual se recogen las diferentes etapas en la lucha de José Antonio Iglesias contra el bazuco, un ingeniero español, proveniente de una familia estable de clase media que terminaría habitando la llamada Calle El Cartucho en Bogotá y todo su proceso de desintoxicación.

## Edición
El largometraje documental fue editado por José Salcedo, uno de los montajistas más reconocidos en Europa, quien ha acompañado a Pedro Almodóvar en la edición de la mayoría de sus películas, entre las que sobresalen: Todo sobre mi Madre, Hable con Ella,  Volver y  La Piel que habito.
Salcedo, quien trabajó tres años en el montaje del documental, visualizando cientos de horas de material grabado, se refirió a este proyecto como un reto personal y una bonita oportunidad para reencontrarse con la experiencia que tuvo muchos años atrás con el documental El Desencanto (1976) considerado para muchos una obra de culto del cine español.

## Reparto
- José Antonio Iglesias
- Yineth Delgado
- José Manuel Iglesias Delgado

## Premios y reconocimientos

### Premios nacionales
- Premio Cinemateca Distrital, Instituto Distrital de las Artes, IDARTES, 2013.[17]

### Premios internacionales
- Mejor Ópera Prima, VII Festival de Cine Latinoamericano y Caribeño de Margarita, Venezuela, 2014.

### Participación en festivales
- Selección Oficial, Competencia Documental, 54 Festival Internacional de Cine de Cartagena de Indias FICCI-, Colombia, 2014.
- Selección Oficial, 3.er Festival Internacional UNASUR CINE, Argentina, 2014.
- Selección Oficial, 1.er Festival Internacional de Cine de Caracas, Venezuela, 2014.
- Selección Oficial, 11.ª Diáspora: Festival de Cine Colombiano de Barcelona, España, 2014
- Selección Oficial, 12 Festival de Cine Colombiano de Medellín, Colombia, 2014.[18]